# Diocèse de Cavaillon
Le diocèse de Cavaillon (en latin : Dioecesis Cavallicensis) est un ancien diocèse de l'Église catholique en France. Érigé au IVe siècle, il est un des diocèses historiques du Comtat Venaissin. Supprimé en 1801, le titre d'évêque de Cavaillon est relevé, depuis 1877 par les archevêques d'Avignon, jusqu'en 2009.
Depuis le janvier 2009, Cavaillon est restauré en siège titulaire de l'Église catholique. À ce jour, il n'y a plus de siège épiscopal en tant que tel à Cavaillon.
La paroisse de Cavaillon est confiée à quatre prêtres de la doctrine chrétienne, dont le fondateur est César de Bus qui fut évêque à Cavaillon au XVIe siècle.

## Histoire
Le diocèse de Cavaillon est érigé au IVe siècle. L'évêque diocésain est d'abord suffragant de l'archevêque métropolitain d'Arles. En 1475, il devient suffragant de celui d'Avignon.
Par la bulle Qui Christi Domini du 29 novembre 1801, le pape Pie VII supprime le siège épiscopal de Cavaillon et incorpore le territoire du diocèse à l'archidiocèse d'Avignon qui couvre alors les départements du Gard et de Vaucluse.
Par la bulle Paternae caritatis du 6 octobre 1822, Pie VII rétablit le siège épiscopal de Nîmes pour le département du Gard.
Le 6 août 1877, et jusqu'en 2009, l'archevêque d'Avignon et ses successeurs ont été autorisés à joindre à leur titre celui d'évêque de Cavaillon.
Depuis janvier 2009, le siège de Cavaillon est restauré en siège titulaire de l'Église catholique.

## Territoire
En 1790, le diocèse de Cavaillon comprenait dix-sept paroisses:
- Beaumettes (succursale de Goult)
- Cabrières
- Caumont
- Cavaillon (Cathédrale)
- Châteauneuf-de-Gadagne
- Cheval-Blanc (succursale de Cavaillon)
- Gordes: 
  - Village
  - Les Imberts (succursale)
- Goult
- L'Isle
- Lagnes
- Maubec
- Ménerbes
- Mérindol
- Oppède
- Robion
- Saumane
- Saint-Pantaléon (succursale de Gordes)
- Les Taillades
- Le Thor:
  - Village
  - Thouzon (succursale)
- Vaucluse

Gordes, Goult et Mérindol étaient en Provence.

## Évêques

### Évêques titulaires de Cavaillon, depuis 2009
- Krzysztof Zadarko (pl), depuis le 16 février 2009, évêque auxiliaire de Koszalin-Kołobrzeg[1].